# Brother to Brother
Pour plus de détails, voir Fiche technique et Distribution.
Brother to Brother est un film américain écrit et réalisé par Rodney J. Evans (en), qui fut présenté pour la première fois à l'occasion du Festival du film de Sundance le 17 janvier 2004.

## Synopsis
Un étudiant en art se lie d'amitié avec un sans-abri, Richard Bruce Nugent, qui a été un acteur important de la Renaissance de Harlem. En se rémémorant ses amitiés avec d'autres figures importantes de Harlem, comme Langston Hughes, Aaron Douglas, Wallace Thurman et Zora Hurston, il retrace les difficultés qu'il a rencontrées en tant que jeune écrivain gay dans les années 1920. Perry découvre ainsi que les défis de l'homophobie et du racisme auxquels il est encore confronté au début du XXIe siècle sont proches de ceux que Bruce a lui-même connus.

## Fiche technique
- Titre : Brother to Brother
- Réalisation : Rodney J. Evans (en)
- Musique : Barney McAll (en), Marc Anthony Thompson, Dave Warrin
- Société de production : Wolfe Video (en)
- Pays de production :  États-Unis
- Durée : 94 minutes
- Dates de sortie : 
  - 17 janvier 2004 (Festival du film de Sundance)
  - 5 novembre 2004 (États-Unis)